# Bracon osculator
Bracon osculator är en stekelart som beskrevs av Christian Gottfried Daniel Nees von Esenbeck 1811. Bracon osculator ingår i släktet Bracon och familjen bracksteklar. Arten är reproducerande i Sverige. Inga underarter finns listade.